# Хомеопатија
Хомеопатија је псеудонаучни правац у алтернативној медицини чије темеље је поставио Самјуел Ханеман (1755—1843) 1796. године на основу своје доктрине да се „слично лечи сличним“, односно да ће супстанца која изазива одређене симптоме болести код здравих људи излечити сличне симптоме код болесника.
Ефикасност хомеопатских производа није већа од плацебо ефекта, што се показало у научним и клиничким студијама. Док су неке студије имале позитивне резултате, систематска евалуација објављених резултата хомеопатског лечења није доказала њихову ефикасност.
Присталице хомеопатије називају официјелну (школску) медицину алопатијом јер сматрају да се она служи грубим поступцима у лечењу пошто користи високе концентрације лекова који у организму изазивају промене супротне онима које изазива болест.

## Историја
Хомеопате тврде да се хомеопатијом први бавио Хипократ око 400. године пре нове ере, прописивањем мале дозе корена мандрагоре за лечење лудила, иако је знао да он у много већим дозама изазива лудило. У 16. веку Парацелзус, зачетник фармакологије објавио је да човека лечи оно што га чини болесним. Самјуел Ханеман је ту доктрину назвао хомеопатијом и она је била посебно популарна крајем 18. века. Некадашња ефикасност хомеопатских препарата објашњива је чињеницом да су хомеопатске болнице биле стерилније од осталих, а за разлику од типичних доктора тог времена који су углавном чинили штету, у хомеопатским болницама нису чинили ништа (хомеопатија је вода). Одатле привид ефикасности, у поређењу са активно штетним методама. У то време није било модерне медицине нити икакве научне утемељености за терапију, док данас постоје објективна мерила ефикасности лекова.
На пример, за време епидемије колере у деветнаестом веку, смртност у Лондонској хомеопатској болници била је само трећину од оне у болници Мидлсекс. Док је страшна медицинска пракса попут пуштања крви или клистирања нестерилисаним инструментима била неупитно штетна, хомеопатски поступци бар нису деловали ни на штету ни на корист. Ханеман је одбацио ове, вековима величане праксе као ирационалне и ненаучне; уместо њих се залагао за употребу ниских доза основних лекова, промовишући нематеријални, виталистички поглед на функционисање живих организама, верујући да болести имају како физичке, тако и психичке узроке. Почео је да тестира ефекте које изазивају разне супстанце на људима процедуром која је касније названа хомеопатско потврђивање. Тестови су подразумевали да пацијенти тестирају ефекте супстанци записивањем свих њихових симптома као и стања при којима су се појавили. 1805 godine је објавио прву колекцију хомеопатских потврђивања, а 1810. године другу колекцију са 65 хомеопатских производа у књизи Materia Medica Pura. На основу ње је његов студент, Клеменс Мариа Франц фон Бонингхаусен објавио Терапеутски приручник (Therapeutic Pocket Book).

## Легализација хомеопатије
Јавно здравствено осигурање у већини земаља Европе (нпр. у Немачкој и Швајцарској) не обухвата хомеопатску терапију, али је могуће обухватити је приватним односно допунским осигурањем. Неки хомеопатски третмани су ипак обухваћени здравственим осигурањем у Француској, Данској и Луксембургу.
У Уједињеном Краљевству здравствено осигурање преко Националног здравственог сервиса (НХС) покрива део хомеопатских производа, без обзира на критике Британске медицинске асоцијације (БМА). Асоцијација је предлагала да хомеопатски производи морају на амбалажи да носе ознаку плацебо. О финансирању хомеопатије локално одлучује 211 независних клиничких група, од којих у 2015. години 174 (82%) не финансира хомеопатију. Број прописаних хомеопатских производа је у константном опадању, са преко 160.000 рецепата у 1996 години на око 10.000 рецепата у 2014. години.
У Европској унији хомеопатија је регулисана директивом 2001/83/EC. Од чланица Европске уније се тражи да хомеопатски производи (за оралну или екстерну употребу) могу да буду регистровани без доказа терапеутске ефикасности, уколико је разређење довољно да се њим може гарантовати безбедност производа; конкретно, не сме да садржи више од 1% минималне дозе која се користи у лековима. Другим речима, разређење мора да буде бар 2Ц, а у специјалним случајевима и веће. Хомеопатски производи регистровани без доказа о ефикасности морају да садрже следећа упозорења: хомеопатски производ без проверених терапеутских индикација и упозорење којим се пацијент саветује да се консултује са доктором у случају да се симптоми не повуку током употребе хомеопатског производа.
У САД је хомеопатија почела да се примењује 1825 године под утицајем Ханс Бирха Грама и брзо је постала популарна. 1890 године постојало је 93 школа медицине, са 14 потпуно хомеопатских и 8 еклектичких. 1900 године постојала је 121 школа са 121 укључујући 22 хомеопатске и 10 еклектичких. Број хомеопатских школа брзо је опадао током двадесетог века. Последња чисто хомеопатска школа затворена је 1920 године, иако су хомеопатски курсеви наставили да се нуде у Ханемановој медицинској школи у Филаделфији све до 1940. године.
Управа за храну и лекове (ФДА) је 1938. године одобрила употребу хомеопатских производа у САД, али уз значајне изузетке у поређењу са стандардним лековима. Ово су најочигледнији:
1. Није потребно да се пријављују Управи за храну и лекове.
2. Изузети су од стандарда добрих пракси производње који се односе на контролу трајности производа.
3. Изузети су од тестирања ефикасности готовог производа као и испитивања корисног дејства.
4. Могу да садрже „много веће садржаје" алкохола од осталих лекова, који "не смеју да садрже више од 10 процената, а још мање у случају лекова за децу“

Хомеопатија је веома раширена у Индији због сличности са традиционалном фитотерапијом.
У Русији је хомеопатија званично призната дисциплина од 1995. године. Почетком 2017. године Руска академија наука (РАН) је прогласила хомеопатију лажном науком. У њеном меморандуму се наводи да принципи хомеопатије и теоретска објашњења механизама претпостављених дејстава "противрече познатим хемијским, физичким и биолошким законима, а убедљиве експерименталне потврде не постоје". Академија је препоручила Министарству здравља да хомеопатске препарате повуче из употребе у државним установама и да паковања са хомеопатским препаратима буду означена не само речју "хомеопатски" већ и натписом да немају доказану клиничку ефикасност ни намену.
У Србији је хомеопатија легализована Правилником о ближим условима, начину и поступку обављања метода и поступака традиционалне медицине 2007 године. За легализацију су се залагали тадашњи министар здравља Томица Милосављевић, Винка Којадиновић, самостални саветник при Министарству здравља, помоћница министра Снежана Симић, председница Удружења за јавно здравље Србије и Вук Стамболовић, координатор активности Секције за традиционалну медицину при овом Удружењу. Основа за доношење правилника био је прелиминарни каталог алтернативних пракси који је Радна група Секције за традиционалну медицину направила на основу магистарског рада Марије Кованџић.
Готово све методе из правилника, прелиминарног каталога и магистарског рада спадају у псеудонауку. Ментор магистарског рада је био Вук Стамболовић, а два (од три) члана испитне комисије (Снежана Симић и Слађана Јовић) су, уз ментора активно промовисала псеудонауку. Од шест чланова радне групе Секције за традиционалну медицину, која је учествовала у изради правилника, само координатор је имао здравствено образовање, а од осталих пет чланова један поседује диплому спортског тренера. Сви чланови су активно промовисали здравствене ефекте неделотворних или делимично делотворних начина лечења, дијагнозе или превенције болести.
Агенција за лекове и медицинска средства Србије не проверава лековито дејство хомеопатских производа, битно је само да не праве додатну штету у организму. У поређењу са конвенционалним лековима хомеопатски производи на етикети не смеју да имају наведене конкретне терапијске индикације, морају да имају довољан степен разблажења лека који гарантује терапијску безбедност, и не могу да садрже више од једног дела матичне тинктуре на десет хиљада делова или више од 1/100 дела најмање дозе која се користи у алопатској (конвенционалној) медицини, када су у питању активне супстанце чије присуство у алопатском леку иначе намеће обавезу издавања уз лекарски рецепт.

## Ханеманови принципи
Ханеманови принципи су следећи:
- лечење се једино може обављати у складу са законима који владају у природи,
- није могуће лечење ван ових закона,
- болест као изоловани ентитет не постоји, постоје само људи који су болесни,
- да би лек био делотворан мора бити динамичан јер је и болест по својој природи динамична,
- у свим фазама болести пацијенту је потребан само један лек и све док се тај лек не пронађе болест неће бити излечена.

### Општи хомеопатски принципи
- сличност (simillimum) - болест се третира леком који изазива исте симптоме као и сама болест, нпр. уколико обољење изазива повишену температуру преписаће се препарат који подиже температуру, што је супротно од принципа званичне медицине.
- динамизација (разређивање) - отопина се разређује дестилованом водом или алкохолом, односно ако је у питању чврста супстанца разређује се лактозом у процесу познатом као тритурација.
- сукусија (мешање) - разређене отопине се мешају великом брзином.
- холизам (целовитост) - хомеопати посматрају човека као целину и болест схватају као стање неравнотеже. Лековима настоје поново успоставити енергетску равнотежу - хомеостазу.

У хомеопатији важи правило слично се сличним лечи. На пример, ако су симптоми прехладе код пацијента слични знаковима тровања беладоном, употребиће се хомеопатски препарат направљен од беладоне. Лекови се узимају у екстремно разређеном облику. Уобичајено је да се ради о растворима где је један део лека растворен у 1.000.000.000.000 делова воде или другог растварача. Без обзира колико симптома пацијент имао, у једном моменту се узима само један лек који ће наводно бити довољан за све присутне симптоме.

### Цветне капи
Цветне капи се добијају стављањем цветова у посуду са водом и њиховим излагањем сунчевом светлошћу. Најпознатије су Бахове цветне капи, које је развио хомеопата Едвард Бах. Иако промотери ових производа са хомеопатама деле виталистички поглед на свет па за своје производе тврде да делују преко исте хипотетичке „животне силе", метода производње Бахових цветних капи је другачија. Они се производе на "нежније“ начине, попут стављања цветова у осунчану воду. Не постоје убедљиви научни или клинички докази који би показивали да су цветне капи ефективне.

## Хомеопатија животиња
Хомеопате често тврде како је хомеопатија ефикасна обзиром да се користи при лечењу животиња јеr код њих плацебо ефекат није могућ, међутим скинерова и павлољева истраживања показала су да су животиње склоне плацебу и сујеверју.
Хомепатски препарати су постигли значајно лошије резултате у поређењу са антимикробицима при третману крава од маститиса у Новом Зеланду. Краве које су биле заражене најчешћим патогенима (највише стрептококама) имале су 63% опоравка при хомеопатским третманом (72 излечених од 114 крава) и 95% под антимикробицима (107 од 113 крава). Од крава које су биле заражене бактеријама, успешност хомеопатије била је 37% (39 од 107 крава) а антимикробика 74% (75 од 102 краве).
У сличном истраживању поређење хомеопатских препарата и плацеба над здравим кравама није показало статистички значајну разлику у броју соматских ћелија у млеку.
Бројлери који су са 8 дана старости заражени ешерихија коли бактеријом третирани су плацебом и са више врста хомеопатских препарата. Између група није било статистички значајнијих разлика.
При третману 18 паса плацебоm и хомеопатским препаратима против атопијског дерматитиса један пас се опоравио након третмана хомеопатијом и један након плацеба.
Систематски преглед 120 преклиничких истраживања (на животињама) није успео пронаћи независну потврду позитивних резултата хомеопатије. У неколико случајева када су истраживачки тимови поновили истраживања, резултати су били негативни или је методологија тестирања била упитна.
Децембра 2010 је у Уједињеном краљевству Директорат ветерине (ВМД) при Одсеку за храну (ДЕФРА) које одобрава лекове за животиње навео да хомеопатски препарати могу да буду класификовани као медицински, и стога препоручивани од стране ветеринара, тек уколико су у стању да демонстрирају своју ефикасност.

## Критике
Најчешће критике су да је хомеопатија псеудонаука потекла од витализма и алхемије, а да пацијенти потпадају под плацебо ефекат. Хомеопатија је и са научне стране нелогична јер екстремно мале дозе које користи ни на који начин не могу деловати.
Сама идеја да се смањењем концентрације лека повећава његово корисно дејство потпуно је супротна са односом дозе лека и његових ефеката код конвенционалних лекова, код којих су лековити ефекти зависни од концентрације активног састојка у телу, док плацебо ефекат није специфичан и није у вези са фармацеутском активношћу.
Хомеопате ове нелогичности често објашњавају тврдњама да вода има меморију или вибрацију, међутим такво објашњење је у супротности са законима хемије и физике, као и законом о одржању масе. Максимална граница до које је могуће разредити активну материју тако да и даље буде присутна у растварачу је одређена Авогадровим бројем, и одговара 12Ц хомеопатском разређењу. Обзиром да је апсолутно најмања могућа количина супстанце која задржава њена хемијски састав и својства један молекул или атом, вероватност присутности молекула оригиналне супстанце већ у 15Ц разређењу је врло мала. За боље представљање ових бројева, у олимпијском базену има око 1032 молекула воде; уколико бисмо желели бити сигурни да ћемо добити један молекул активне супстанце из 15Ц разређене супстанце, требало би да попијемо 1% запремине базена (око 25 м³, односно 25 тона воде). На 30Ц разређењу више не постоји ни теоретска шанса да у раствору има било чега. То би значило да је један молекул или атом успешно подељен још осамнаест пута. Да би се поделио атом само једном, потребан је нуклеарни реактор. Пресипањем из чаше у чашу није могуће то урадити.
ИСО 3696: 1987 дефинише стандард за контролу воде коришћене у лабораторијским анализама; по њему је дозвољена контаминација воде десет делова на милион, што одговара односу нечистоћа од 4Ц по хомеопатским принципима. Таква вода се не сме чувати у чашама јер ће се загадити нечистоћама из ваздуха. Арсеник у пијаћој води градског водовода безопасан је ако му је разређење веће од 4Ц.
Ханеман је препоручивао разређење од 30Ц за већину примена, тј. разређење од 10030 = 1060. Да би се у уобичајеном разређењу од 30Ц нашао један молекул активне супстанце, било би потребно најмање 1.000.000.000.000.000.000.000.000.000.000.000.000.000.000.000.000.000.000.000.000 [1060] молекула воде, односно био би потребан резервоар 30.000.000.000 пута већи од планете Земље.
Ако је најмања активна доза бенседина два милиграма, хомеопатска доза би, како би могла да буде регистрована у Агенцији за лекове и медицинска средства морала да износи највише двадесет микрограма активне компоненте, што не би омамило ни миша.
Популарни хомеопатски третман за грозницу је пачја јетра разређена до 200Ц, која се продаје под називом осцилококинум. Обзиром да у целом видљивом свемиру има само око 1080 атома, разређење при којем би било вероватно да се у целом видљивом свемиру нађе иједан молекул би било око 40Ц. Осцилококинум би стога захтевао још 10320 универзума како би било вероватно да се један једини молекул пачје јетре нађе у крајњем хомеопатском производу. Магазин U.S. News & World Report је у издању од 17. фебруара објавио да је довољна једна патка за годишњу производњу осцилококинума, и да би њена вредност у 1996 години била двадесет милиона долара. Магазин је назвао несрећну птицу патка од двадесет милиона долара.
Процедуром хомеопатског потврђивања, основом свих хомеопатских производа није елиминисана статистичка грешка нерепрезентативног (премалог) узорка, не врши се насумични распоред пацијената у три или више тестних група (рандомизација), а резултати се не могу поредити са резултатима постојећих третмана нити резултатима плацебо групе, обзиром да, за разлику од савремених испитивања поред хомеопатске не постоји група под клиничком терапијом, нити група која прима лажни лек - плацебо. Процена успешности терапије хомеопатским потврђивањем је подложна субјективној процени испитивача, док је код савремених клиничких тестирања субјективност елиминисана дупло слепом процедуром, при чему ни пацијенти ни лекари нису упознати у којој групи је пацијент пре процене ефикасности терапија у свим групама. Хомеопате истраживачи који испоштују наведене процедуре подложне су грешци пристрасности у објављивању научних истраживања, обзиром да могу да игноришу резултате који не показују да је хомеопатски третман значајнији од плацеба, односно да објаве само резултате позитивних истраживања.

### Етика и безбедност
По запажању Националног савета за борбу против превара у здравству (NCAHF, National Council Against Health Fraud), хомеопатија се потпуно уклапа у дефиницију култа (једно од објашњења у Вебстеровом речнику гласи систем лечења болести која се заснива на догми лансираној од стране аутора) али исто тако и у дефиницију секте (група која следи карактеристичну доктрину или вођу). Исцелитељски култови и секте не могу да напредују ако у исто време задржавају свој идентитет, па је тако хомеопатија већ два века остала само оно чиме је Ханеман прогласио. Да би напредовала у научном смислу речи, она би морала да прихвати принципе фармакологије и патологије, који немају ничег заједничког са законима сличности и инфинитезимала (теоријом по којој се разблаживањем повећава снага лека) и идејама псоре и витализма. Али, ако би тако нешто учинила, онда то више не би била хомеопатија, него биомедицина.
Већина хомеопата се противи вакцинацији или уместо вакцинације препоручује хомеопатске алтернативе. Едзард Ернст и Каћа Шмит са Ексетер Универзитета спровели су 2002. године истраживање међу хомеопатама Енглеске. Прикупили су е-маил адресе 168 хомеопата, и упутили су им е-маил којим су, представљајући се као мајка, тражили савет да ли да вакцинишу једногодишње дете од богиња и рубеоле. Од 77 хомеопата који су одговорили, само два су препоручила вакцинацију.
У сличном истраживању Симона Синга и Алисе Турф, хомеопатама је наглашено да би Алиса требало да десет недеља борави у Западној Африци, у области познатој по маларији, болести од које би могла да умре за само три дана. Алиса је поменула да је претходно узимала класичне лекове, али да је имала одређене нежељене ефекте, па је стога интересује да ли постоји хомеопатска алтернатива. Пре хомеопата, Алиса је посетила обичне докторе, са истом причом. Скренута јој је пажња да су споредни ефекти чести код лекова за маларију, међутим постоји више врсти лекова, па може изабрати онај код којих су ефекти мањи, или не постоје. Истовремено су се доктори распитивали за њено здравствено стање и нудили јој савете о избегавању уједа инсеката. Онда је Алиса посетила десет хомеопата, у околини Лондона. Седам од десет хомеопата није се интересовало за њену историју болести, и није дало икакав савет у вези превенције болести. Све хомеопате су јој предлагале да уместо конвенционалних метода користи хомеопатске препарате, што би могло угрозити њен живот.
Агенција за заштиту здравља (ХПА) из Уједињеног Краљевства је 2011 године издала упозорење о неделотворности хомеопатских производа за превенцију и лечење маларије након што је више лица озбиљно оболело по повратку из тропских области у Уједињено Краљевство. У упозорењу се наводи да је избегавање правог лека, у правој дози, довољно дуго времена главни разлог за појаву маларије.
Аустралијско Краљевско удружење здравствених радника (РАЦПГ) препоручило је апотекама да испразне са полица хомеопатске производе и упозорило докторе да престану да их преписују, обзиром да они не делују. Ова одлука уследила је након закључка Националног савета здравствених и медицинских истраживачка (НХМРЦ) да хомеопатија не производи здравствене ефекте значајније од плацеба.
Мали број хомеопатских производа садржи отрове попут арсеника или отровног бршљана који су високо растворени у хомеопатском производу. У ретким случајевима њихови трагови се могу наћи у готовом производу, најчешће услед неисправне припреме или намерно ниског разређења. Регистровани су озбиљни нежељени ефекти попут коме и смрти. 2010 године Управа за храну и лекове је препоручила престанак употребе хомеопатских препарата за олакшање раста зуба код деце, услед регистрованих случајева тровања састојцима биљке велебиље.
Постоје случајеви тровања арсеником код особа које су узимале хомеопатске производе који садрже арсеник. Хомеопатски производ који садржи цинк глукомат у 1Ц разређењу изазвао је губитак чула мириса код малог броја корисника; а 340 случаја су се завршила судским поравнањем у 2006 години за 12 милиона долара. 2009 године Управа за храну и лекове препоручила је купцима да престану са куповином три таква хомеопатска производа, обзиром да могу да изазову трајан губитак чула мириса.
До сада је у свету регистровано минимум 437 особа које су оштећене употребом хомеопатије, често са смртним исходом, међутим најчешће је штета настала одлагањем одласка код конвенционалних лекара односно прекидом прописане терапије на препоруку хомеопате. У Србији је због бављења хомеопатијом у нерегистрованој ординацији кривично процесуирана Елмира Грубић, регистрована као члан Секције за хомеопатију Српског лекарског друштва.

### Опозиција јавности
Џејмс Ренди, познат по разоткривању многих превара, јавно је понудио милион долара фармацеутским компанијама - произвођачима хомеопатских производа, уколико докажу да је њихова делотворност већа од делотворности обичне чаше воде или коцке шећера, односно да се не своди искључиво на плацебо ефекат. Нарочито је истакао како би награду могао освојити свако ко недвосмислено издвоји хомеопатски препарат од нехомеопатског применом методе по жељи. 2002. godine овај изазов прихватила је ББЦ емисија Хоризонт, без резултата. Сличан временски ограничен изазов (од 8.4.2009 до 8.4.2010), са наградом од 10.000 долара понудили су аутори књиге Напитак за бољитак: шта знамо о алтернативној медицини. Рендијева милионска награда је и даље активна.
Друштво скептика Мерсејсајд је 2010. године основало 10:23 кампању, охрабрујући групе да јавно узимају прекомерне дозе хомеопатских производа. Кампања 10:23 се 2011. године проширила и у њој је учествовало 69 група од којих су 54 снимиле и послале видео записе. Априла 2012, на Берклеј скупу скептика преко сто људи је учествовало у масовном предозирању узимајући coffea cruda хомеопатски производ за који се тврди да лечи несаницу. Ниједан од хиљада демонстраната у Енглеској, Аустралији, Новом Зеланду, Канади и САД није повређен и „нико није излечен ни од чега“.
Хемичарка и блогерка Yvette d'Entremont, познатија као "SciBabe" попила је крајем 2014. године читаву бочицу, 50 таблета хомеопатских пилула за спавање. Остала је будна и навела је да су слатке.
У Хрватској је 2013 године у организацији Друштва за промоцију знаности и критичког мишљења шест добровољаца на почетку јавне трибине попило 80 хомеопатских пилула против несанице, односно 26 пута већу дозу од максимално дозвољене три пилуле. При крају трибине, три сата након испијања таблета, добровољци су и даље били будни.